# Tegenaria carensis
Tegenaria carensis là một loài nhện trong họ Agelenidae.
Loài này thuộc chi Tegenaria. Tegenaria carensis được miêu tả năm 1981 bởi Barrientos.